# Feuchtwiesen bei Lüderbach
Die Feuchtwiesen bei Lüderbach sind ein rund 40 Hektar großes Naturschutzgebiet im nordhessischen Werra-Meißner-Kreis, nahe der Landesgrenze zu Thüringen. Mit der Unterschutzstellung soll der Lebensraum der hier vorkommenden seltenen Tier- und Pflanzenarten erhalten und durch eine extensive Grünlandwirtschaft und eine naturgemäße Waldwirtschaft weiter entwickelt werden.

## Lage
Das Naturschutzgebiet „Feuchtwiesen bei Lüderbach“ liegt im Werra-Meißner-Kreis in der Gemeinde Ringgau, zwischen den Orten Rittmannshausen und Lüderbach. Nordöstlich wird es von der Bundesstraße 7 und östlich von der Kreisstraße 17 begrenzt. Geschützt werden der Feuchtbereich in der Tallage mit seinem Komplex aus Feuchtwiesen, Seggenrieden, Schilfröhrichten und Gehölzen feuchter Standorte sowie die trockenen Waldbereiche am Weinberg.
Naturräumlich wird das Gebiet den Nordwestlichen Randplatten des Thüringer Beckens zugeordnet, die sich im Bereich des Ringgaus, der Wanfrieder Werrahöhen und der Gobert bis nach Hessen erstrecken. Die Feuchtwiesen liegen in der langgestreckten „Netra-Ifta-Talung“, einem tektonischen Grabenbruch, der den Ringgau in seinem Zentrum durchschneidet und ihn in einen südlichen und nördlichen Bereich teilt. Die Geologie des Gebietes wird geprägt vom Muschelkalk des Ringgauplateaus und vom Keuper. Der am tiefsten gelegene Bereich des Schutzgebiets, mit rund 280 m, liegt im Südosten in der Nähe der Kreisstraße 17. Der höchste Punkt ist mit 348,6 m die Kuppe des Weinbergs.

## Lebensräume
Im Rahmen der Berichtspflicht gegenüber der EU-Kommission erstellten Wissenschaftler im Auftrag der Oberen Naturschutzbehörde des Regierungspräsidiums Kassel im Mai 2008 ein Gutachten über das FFH-Gebiet „Wald südöstlich von Netra“ und über das mit eingeschlossene Naturschutzgebiet „Feuchtwiesen bei Lüderbach“. Der Bereich des Naturschutzgebiets wurde wegen seiner hier vorkommenden Lebensraumtypen (LRT) als Besonderheit gewertet. In der Tallage liegen der als prioritär eingestufte LRT 91EO „Auenwälder mit Schwarzerlen und Eschen“ und der LRT 3150 „Natürliche eutrophe Seen“. Die Untersuchung bestätigte auch die Befürchtung, dass das Gebiet durch Austrocknung gefährdet ist. Von den ursprünglich drei Teichen im Auenbereich ist nur noch einer erhalten. Obwohl langfristig durch eine zunehmende Verlandung bedroht, ist er von Bedeutung für den Amphibien- und Libellenschutz. Von den beiden anderen ist der westlicher gelegene ehemalige Teich nur noch eine feuchte Mulde mit leichtem Wasserdurchfluss. Hier werden Rohrglanzgras und Sumpf-Segge von Weiden überschirmt. Beim ehemals östlichsten Teich beschatten Schwarz-Erlen den Seggenbestand. Der Feuchtbereich wird von einem kleinen Bach durchflossen, der „Sommerbach“ genannt wird. Allerdings führt er nur nach längeren und ausgiebigen Regenfällen etwas Wasser.
Der LRT 6210 „Naturnahe Kalk-Halbtrockenrasen und deren Verbuschungsstadien“ ist am Weinberg mit dem LRT-Subtyp 6212 „Submediterrane Halbtrockenrasen“ vertreten. Die durch Nutzung des Menschen und seiner Weidetiere entstandenen Halbtrockenrasen hatten früher eine größere Ausdehnung. Heute sind sie durch Sukzessionsprozesse wie Vergrasung und Verbuschung beeinträchtigt. Wertsteigernd wirkt sich vor allem der Artenreichtum der Tagfalterarten und auch der Heuschreckenarten aus.
Der Waldbereich am Weinberg wird dem LRT 9130 „Waldmeister-Buchenwald“ zugerechnet. Zu vermuten ist, dass mindestens seit dem Mittelalter die Wälder als Niederwald oder Mittelwald genutzt wurden. Als eine Besonderheit gilt das Vorkommen des Fichtenspargels am Nordrand des Weinbergs.

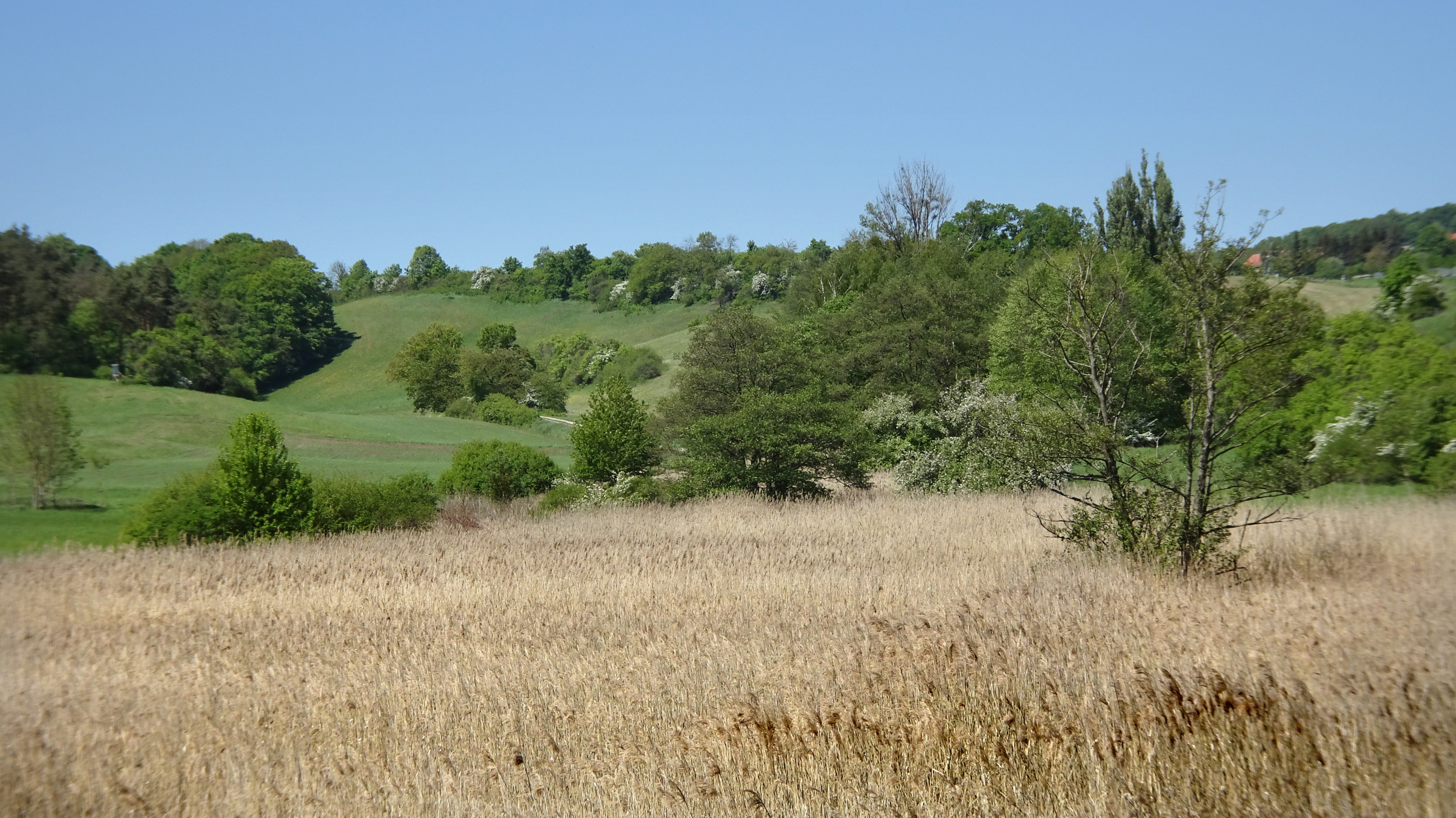
Seggenried und Schilfröhricht im Feuchtbereich.
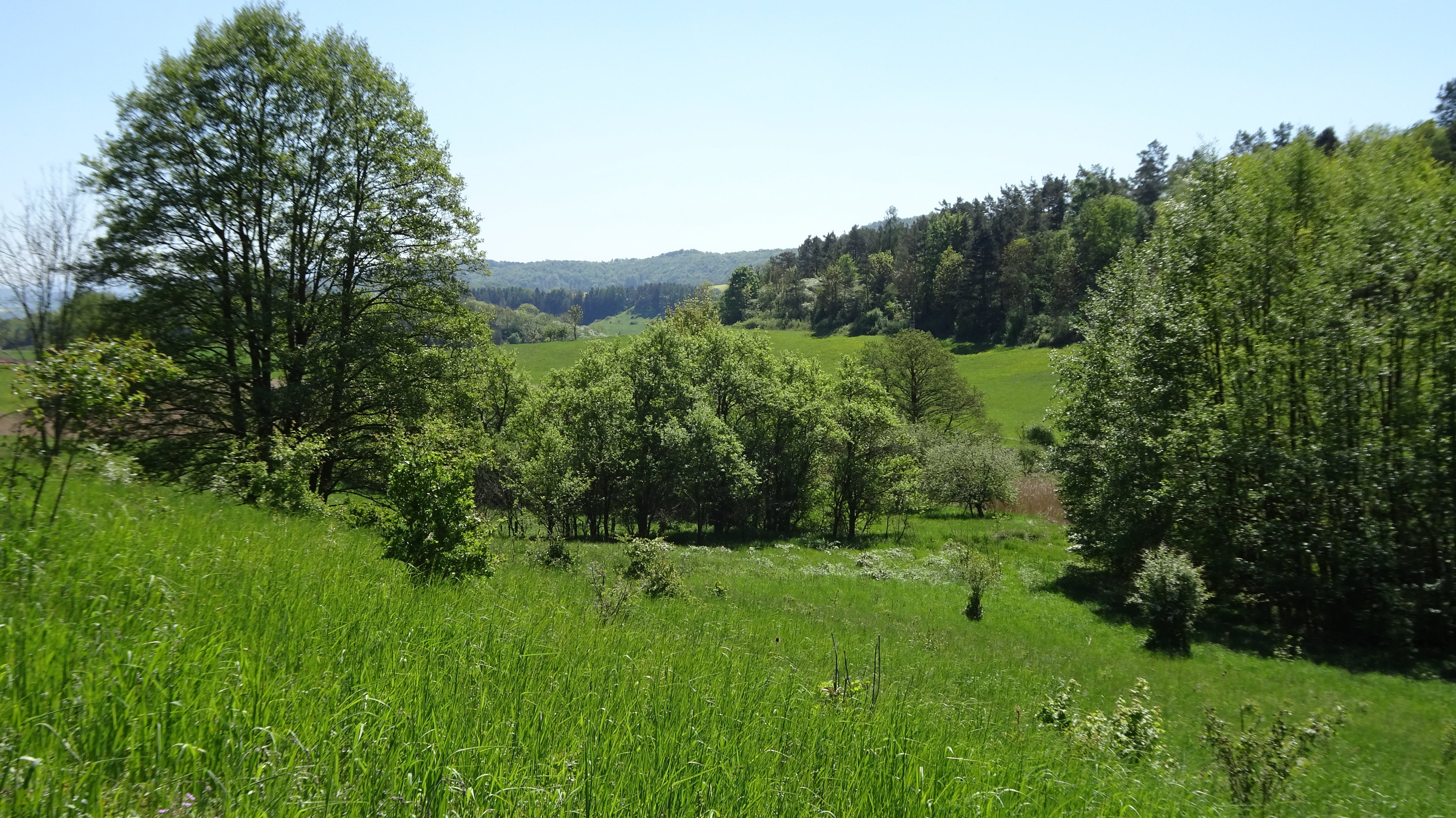
Blick aus nordwestlicher Richtung auf das Schutzgebiet.
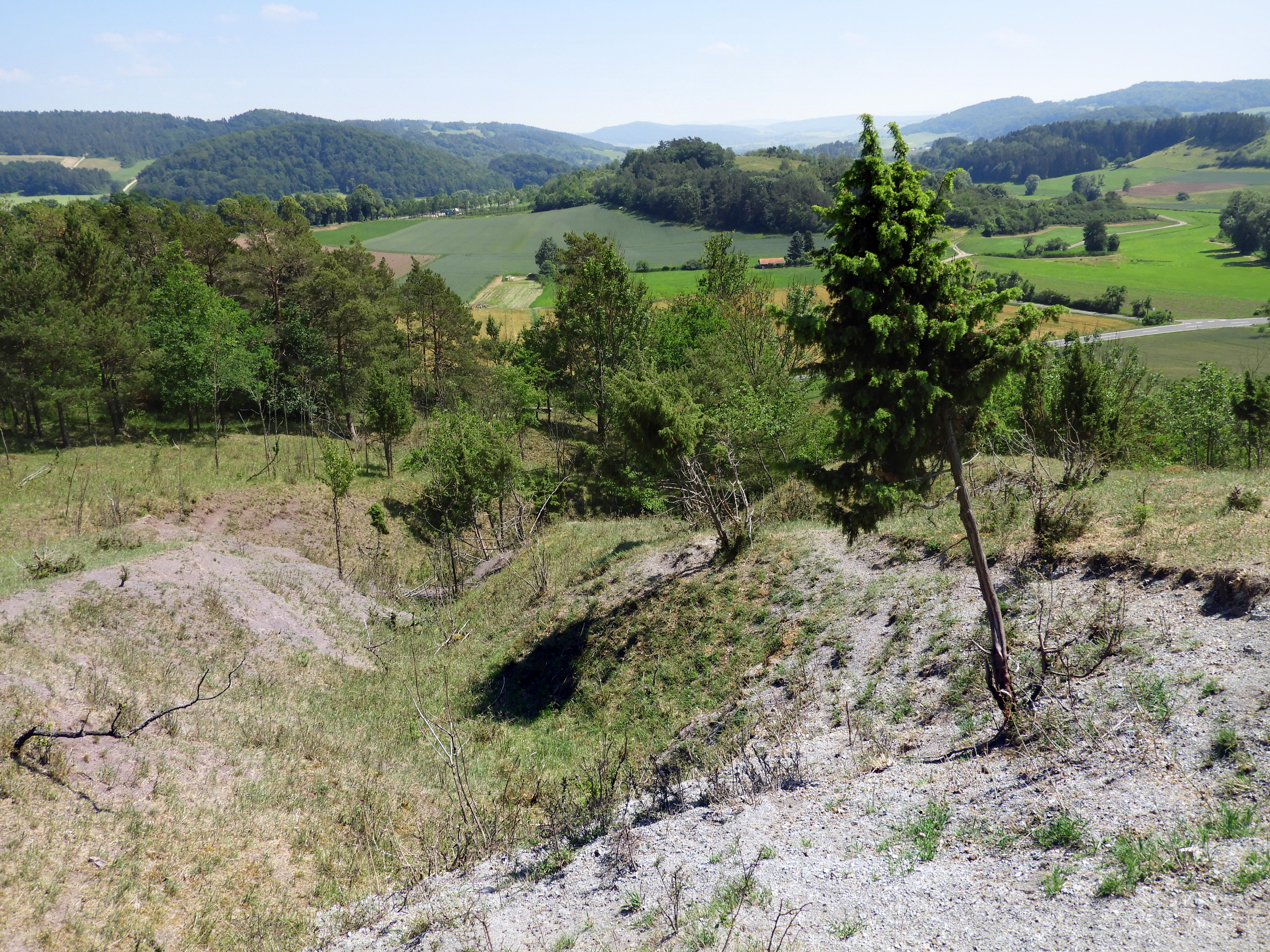
Erosionsrinne an der Ostseite des Weinbergs.

## Unterschutzstellung
Mit Verordnung vom 19. Juni 1995 des Regierungspräsidiums in Kassel wurden die mit Röhricht bewachsenen Feuchtwiesenbereiche, der Bachlauf mit der Teichanlage und die angrenzenden land- und forstwirtschaftlich genutzten Flächen zum Naturschutzgebiet erklärt. Zweck der Unterschutzstellung war es, den Lebensbereich für die hier vorkommenden seltenen Tier- und Pflanzenarten zu erhalten und ihn durch eine extensive und naturgemäße Bewirtschaftung zu entwickeln.
Das Schutzgebiet hat eine Größe von 41,7 Hektar, die nationale Kennung 1636027 und den WDPA-Code 163082. Schon vor der Ausweisung pachtete die Hessische Gesellschaft für Ornithologie und Naturschutz (HGON) das Seggenried und das Schilfröhricht, um die Flurstücke für den Natur- und Artenschutz zu sichern. Gleichzeitig betrieb die HGON das von ihr beantragte Ausweisungsverfahren zum Naturschutzgebiet und sorgte dafür, dass die Gräben nicht mehr geräumt wurden, so dass langsam eine Vernässung einsetzen konnte.
Im Jahr 2008 wurde das Naturschutzgebiet in das 185,04 Hektar große Fauna-Flora-Habitat-Gebiet „Wald südöstlich von Netra“ integriert. Das FFH-Gebiet wird durch ein Mosaik von artenreichen Laubwaldgesellschaften, extensiv genutztem Grünland und Kalkmagerrasenflächen geprägt. Mit der Nummer 4926-304 und einer Größe von 185,04 Hektar ist es Teil des europäischen Netzwerkes Natura 2000, das besonders schutzwürdige Lebensräume erhalten und verbessern soll.

## Touristische Erschließung
Von den Orten Rittmannshausen und Lüderbach sowie von der Kreisstraße 17 ist das Schutzgebiet auf Feldwegen zu erreichen und zu begehen. Ein Wanderparkplatz besteht beim Sportplatz in Lüderbach, unterhalb des Einschnitts zwischen Eichen- und Weinberg. Ruhebänke sind vorhanden und Schautafeln informieren über die Besonderheiten der Region.